# Valle di Ollomont
Het Valle di Ollomont (Frans: Vallon d'Ollomont) is een dal in de regio Aostadal in Italië. Het is een zijdal van het Valpelline en ligt op de hoogte van 960 - 3620 meter. Het dal is onderdeel van de gemeenten Ollomont, Doues en Valpelline.

Door veel mensen wordt het dal als een mooi, groen dal gezien, waar het prachtig wandelen is.

## Plaatsen
(van zuid naar noord)
- Chez Collet
- Clapey
- Ollomont
- Rey
- Vouéce
- Vaud
- Barliard
- Glassier
- By

## Beklimmingen
- Mont Vélan
- Grande Tête de By
- Tête Blanche
- Mont Avril
- Mont Gelé
- Mont Morion

## Hutten
- Baita Novella
- Rifugio Champillon
- Bivacco Savoie
- Rifugio Amianthé
- Bivacco Regondi-Gavazzi